# Serinhac d'Agenés
Serinhac de Garona (en francès Sérignac-sur-Garonne) és un municipi francès situat al departament d'Òlt i Garona i a la regió de la Nova Aquitània.

## Demografia
| 1962                                       | 1968 | 1975 | 1982 | 1990 | 1999 | 2007  |
| ------------------------------------------ | ---- | ---- | ---- | ---- | ---- | ----- |
| 660                                        | 672  | 752  | 768  | 822  | 868  | 1.073 |
| Des de 1962: població sense dobles comptes |      |      |      |      |      |       |

## Administració
| Període   | Identitat   | Partit |
| --------- | ----------- | ------ |
| 1995-2001 | Guy Argoin  |        |
| 2001-     | Jean Dreuil | PS     |